# Delphinium pseudoglaciale
Delphinium pseudoglaciale är en ranunkelväxtart som beskrevs av Wen Tsai Wang. Delphinium pseudoglaciale ingår i släktet storriddarsporrar, och familjen ranunkelväxter. Inga underarter finns listade i Catalogue of Life.